# Христолюбово
Христолюбово (баш. Христолюбово) — деревня в Благовещенском районе Башкортостана, относится к Волковскому сельсовету.

## Население
| 2002 | 2009 | 2010 |
| ---- | ---- | ---- |
| 4    | →4   | ↗6   |

Согласно переписи 2002 года, преобладающая национальность — русские (100 %).

## История
Христолюбово (Христолюбовский починок) был образован в 1889 году при речке Багышла, в полутора верстах к югу от села Волково, в приход которого он и входил. Переселенцы из разных мест при содействии Крестьянского поземельного банка купили участок земли у дворянина Подашевского по цене 17 рублей за десятину.
Большинство крестьян прибыли из разных уездов Вятской губернии, часть — из Оханского уезда Пермской губернии, другие — из Аскинской волости Бирского, а кто-то — из Уфимского уезда. Название починка происходит от фамилии крестьян из деревни Христолюбовской Водозерской волости Яранского уезда Вятской губернии, которые одними из первых поселились в починке. В середине 1890-х годов было образовано одноименное сельское общество.
Среди крестьян починка было много Чирковых, Журавлевых, Зыковых. Также проживали Светлаковы, Лыковы, Иванцовы, Козловы, Чертаковы, Кузнецовы, Русских, Евдокимовы, Домнины, Переваловы, Устюговы, Шумковы, Тарасовы, Огарковы, Огородниковы и другие. В 1895 году числилось 530 человек, насчитывался 91 двор, были отмечены хлебозапасный магазин и три бакалейные лавки. В начале XX века у поселения была своя часовня.
Образовавшиеся к 1913 году 73 крестьянских хозяйства составляли земельное товарищество, в собственности которого находилась вся купчая земля — 1036 десятин. Подавляющее большинство жило безбедно, но богатеев не было. Хозяева имели от 15 до 40 десятин земли. Все крестьяне держали скот, но больше четырех рабочих лошадей ни у кого не было.
К 1917 году появились зажиточные крестьяне. Среди них выделялись братья Чирковы — 57-летний Кузьма (семь человек в семье), 56-летний Тимофей (пять человек) и 53-летний Елисей (девять человек) Демидовичи. К примеру, Елисей имел 31,84 десятины земли, засевал 11,38 десятины, держал 6 лошадей, 9 коров, 18 овец и 5 свиней. К крепким хозяевам относился 60-летний Алексей Осипович Зыков (12 человек в семье).
В 1910 году в починке открылась земская одноклассная школа. К 1917 году в Христолюбовской школе работали две учительницы — Богоявленская и Починяева.
В 1918—1923 годы починок входил в состав Волковской волости. В 1930—1950-е годы село Христолюбово было центром одноименного сельсовета (с 1937 года в составе Покровского района БАССР). Во время коллективизации был создан колхоз «Смена», в середине XX века Христолюбово вошло в колхоз «Передовой», а в 1962 году — в колхоз «Знамя».
В настоящее время деревня Христолюбово входит в состав Волковского сельсовета.

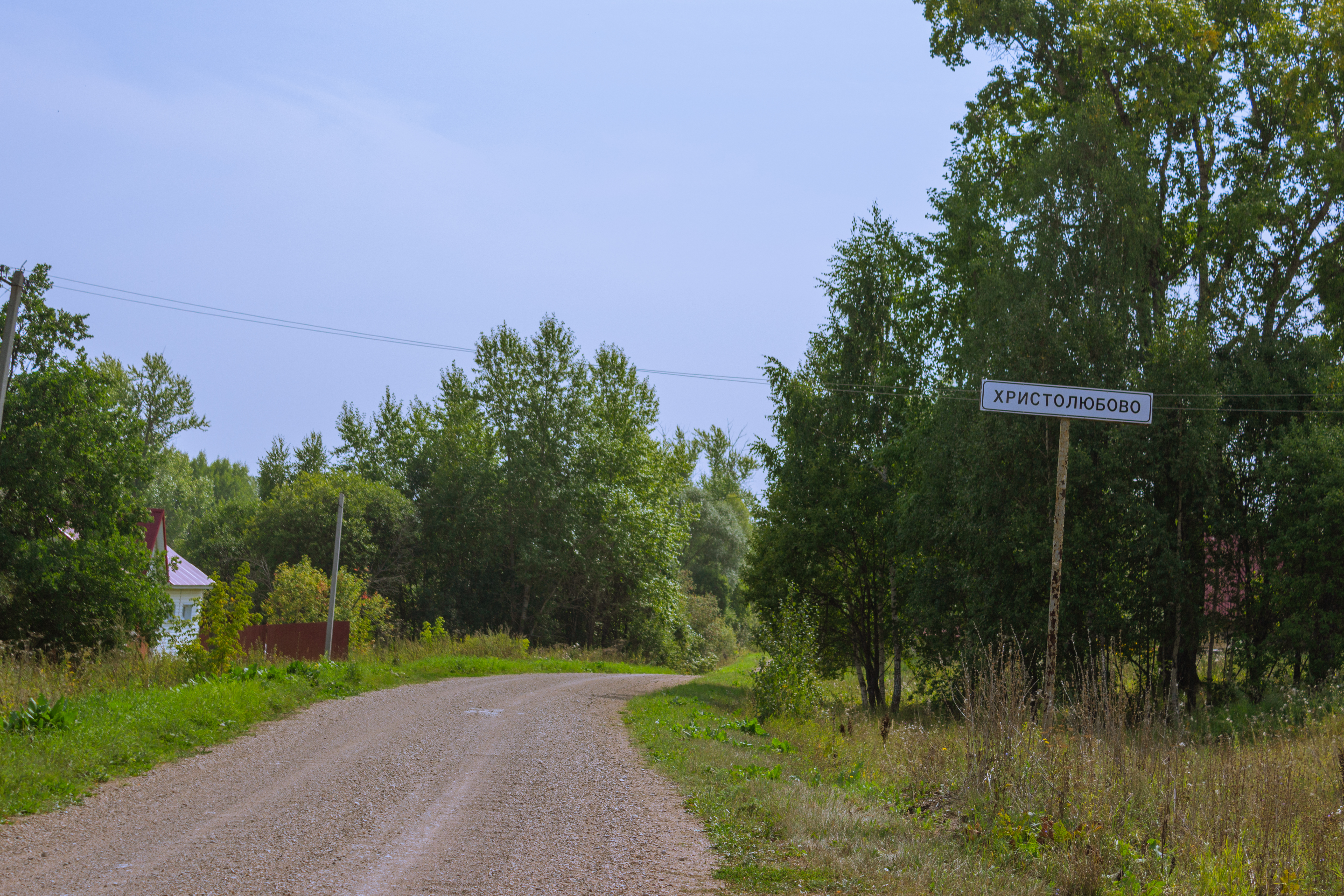
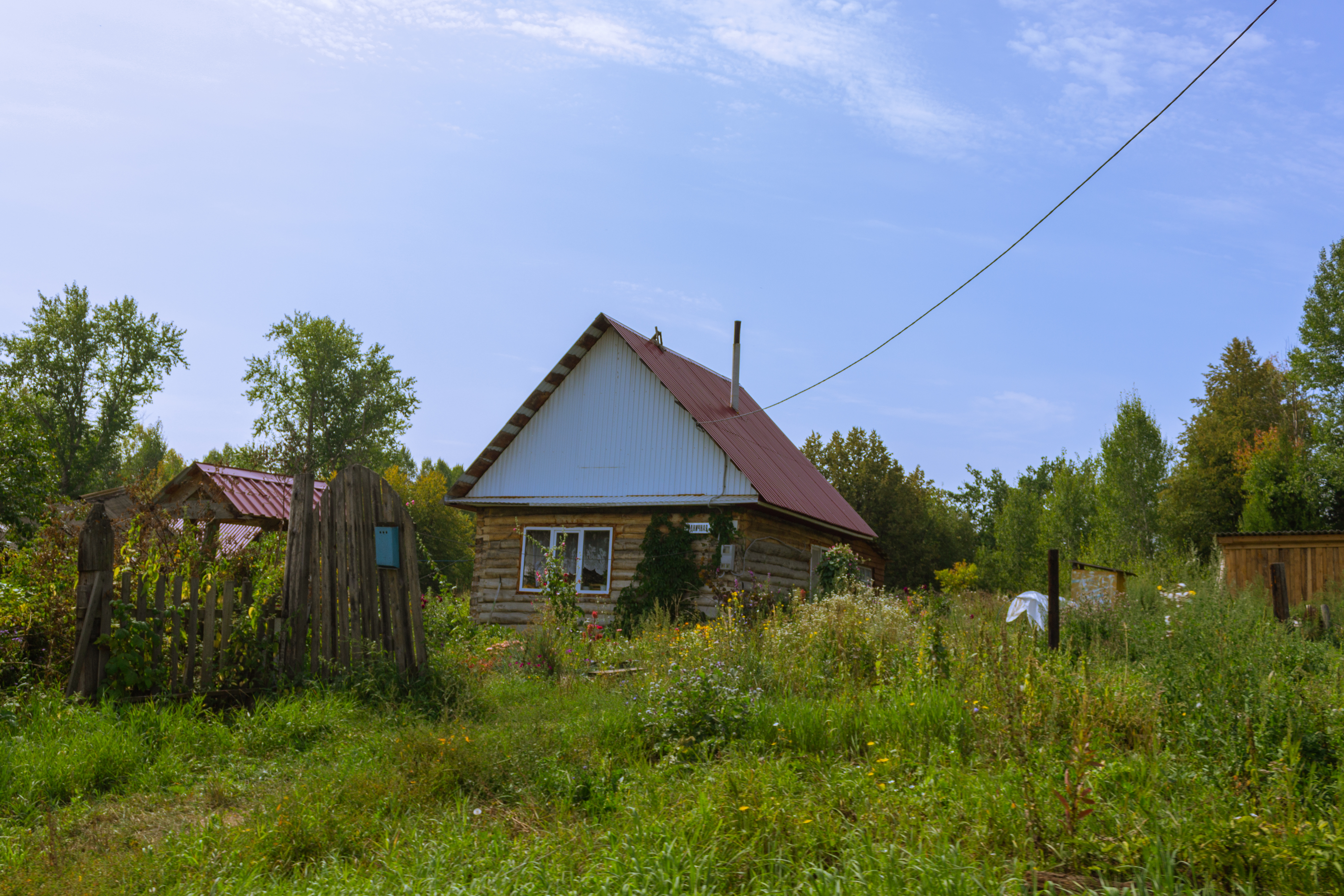
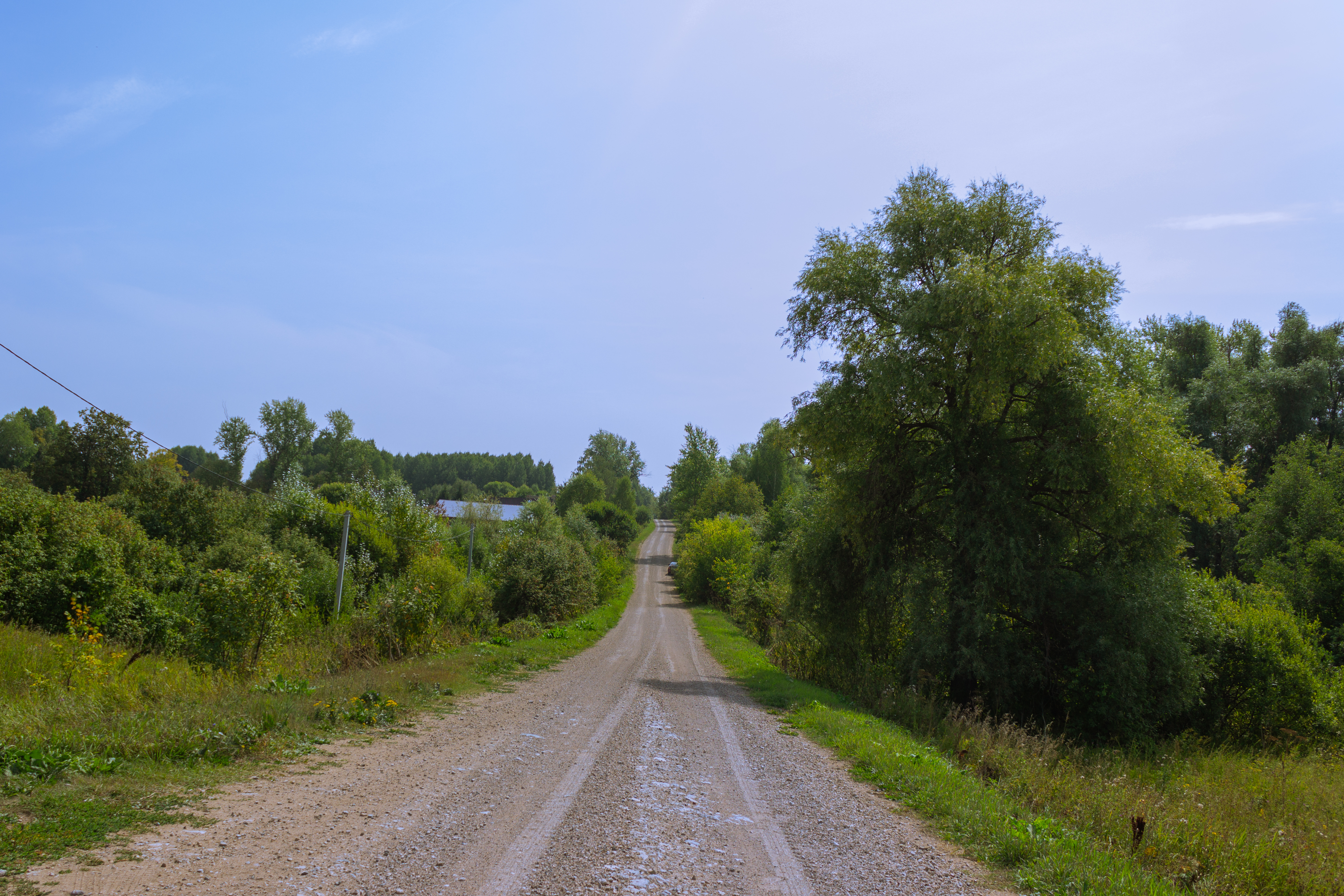
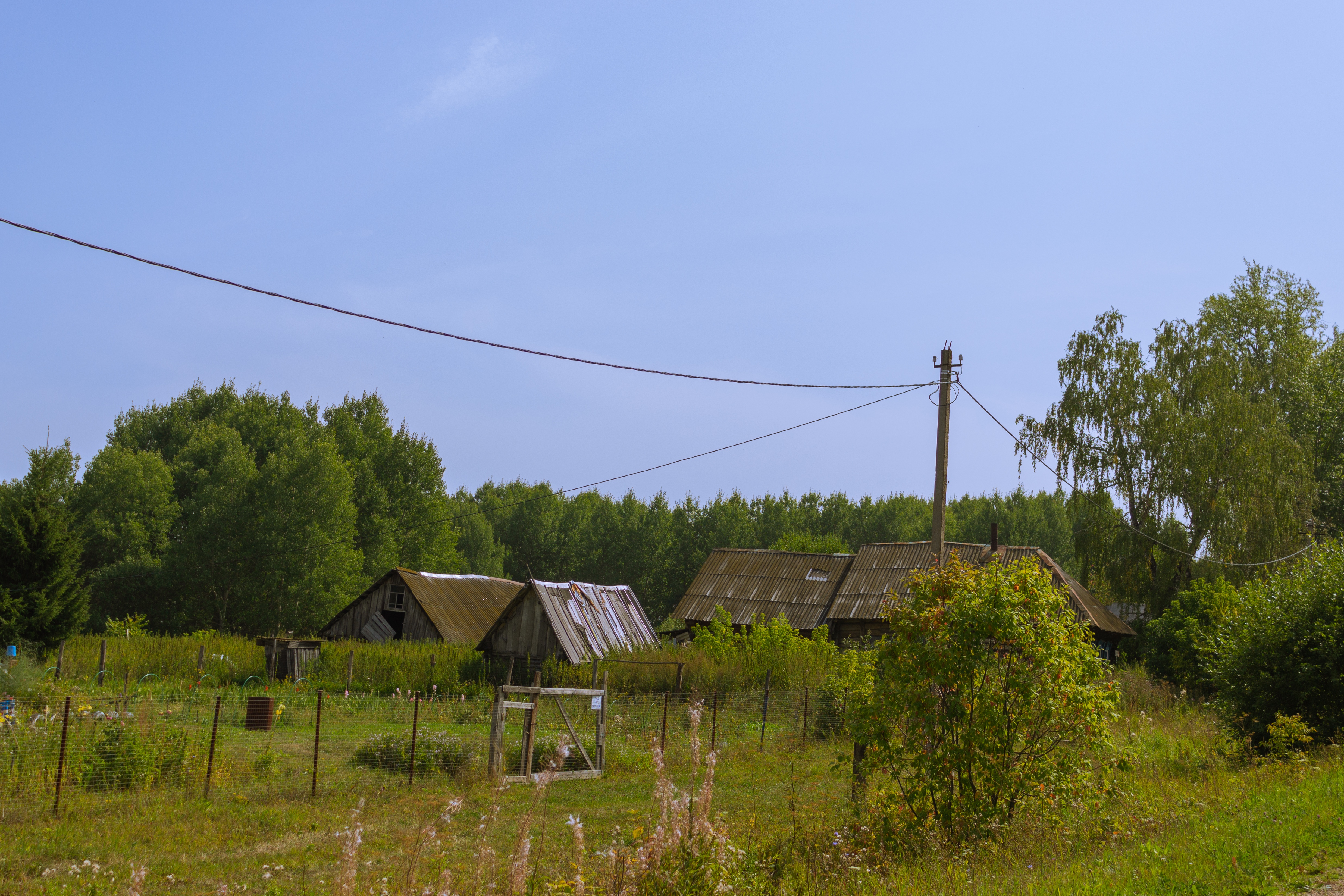
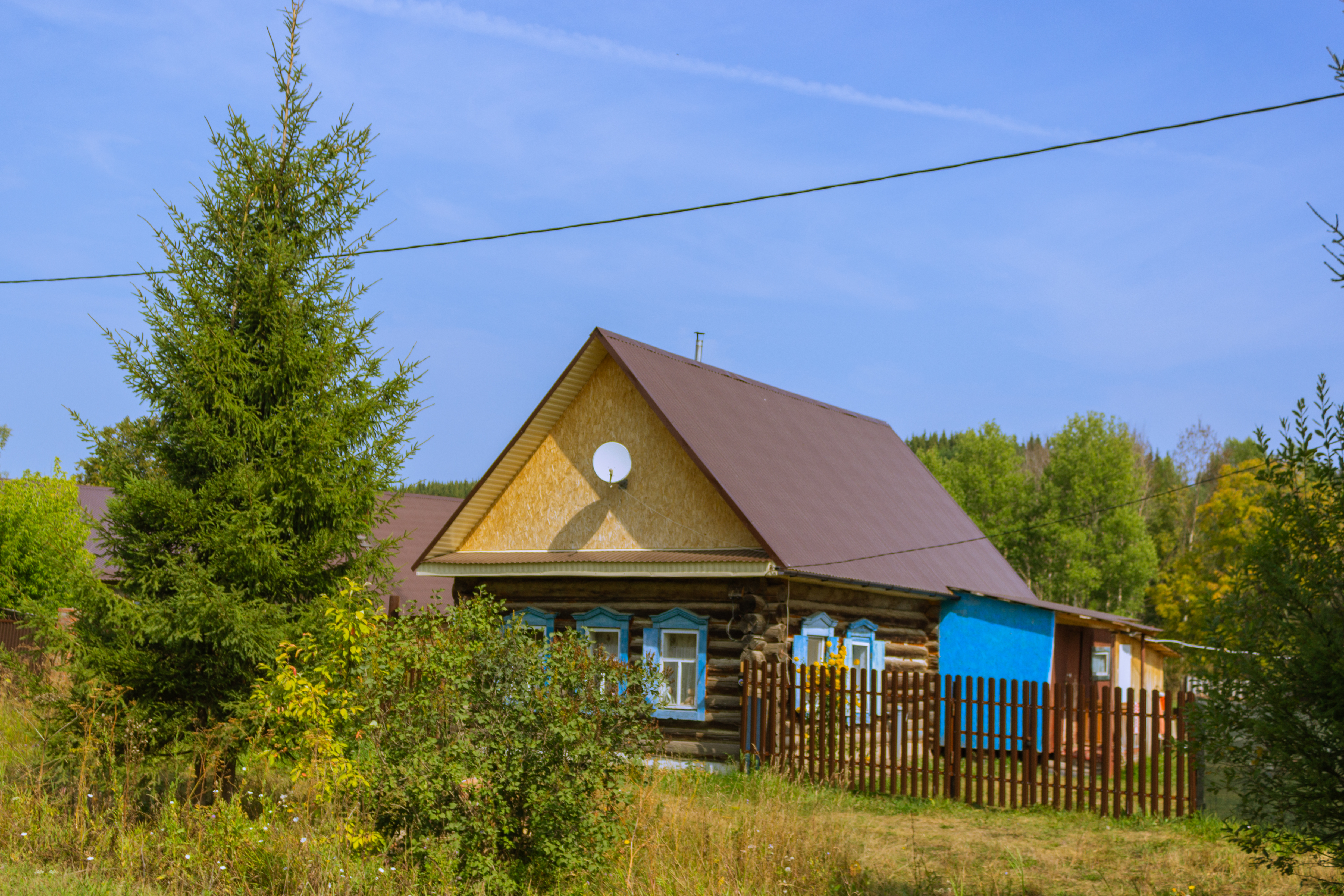
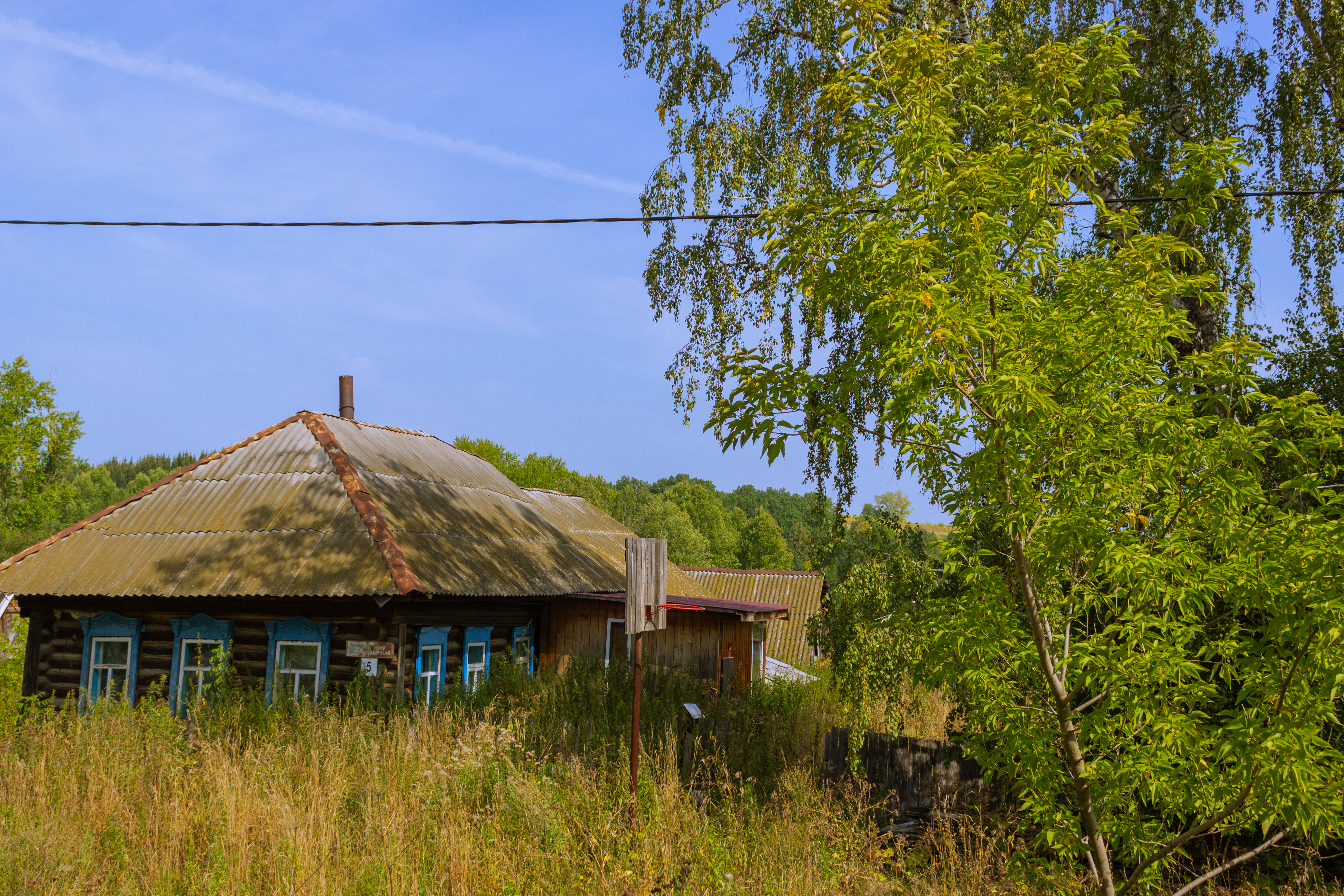

## Географическое положение
Расстояние до:
- районного центра (Благовещенск): 30 км,
- центра сельсовета (Волково): 4 км,
- ближайшей ж/д станции (Загородная): 48 км.